# Parvillers-le-Quesnoy
Parvillers-le-Quesnoy és un municipi francès situat al departament del Somme i a la regió dels Alts de França. L'any 2007 tenia 200 habitants.

## Demografia

### Població

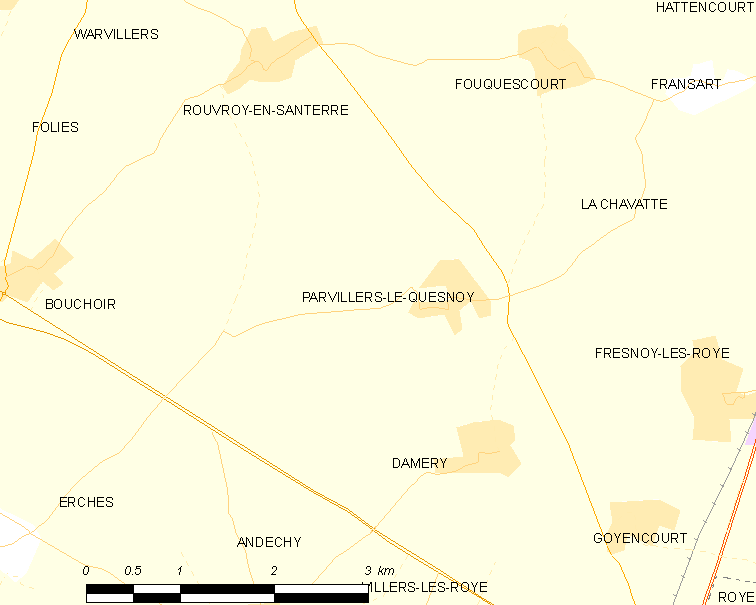

El 2007 la població de fet de Parvillers-le-Quesnoy era de 200 persones. Hi havia 85 famílies de les quals 28 eren unipersonals (12 homes vivint sols i 16 dones vivint soles), 24 parelles sense fills i 33 parelles amb fills.
La població ha evolucionat segons el següent gràfic:
Habitants censats

### Habitatges

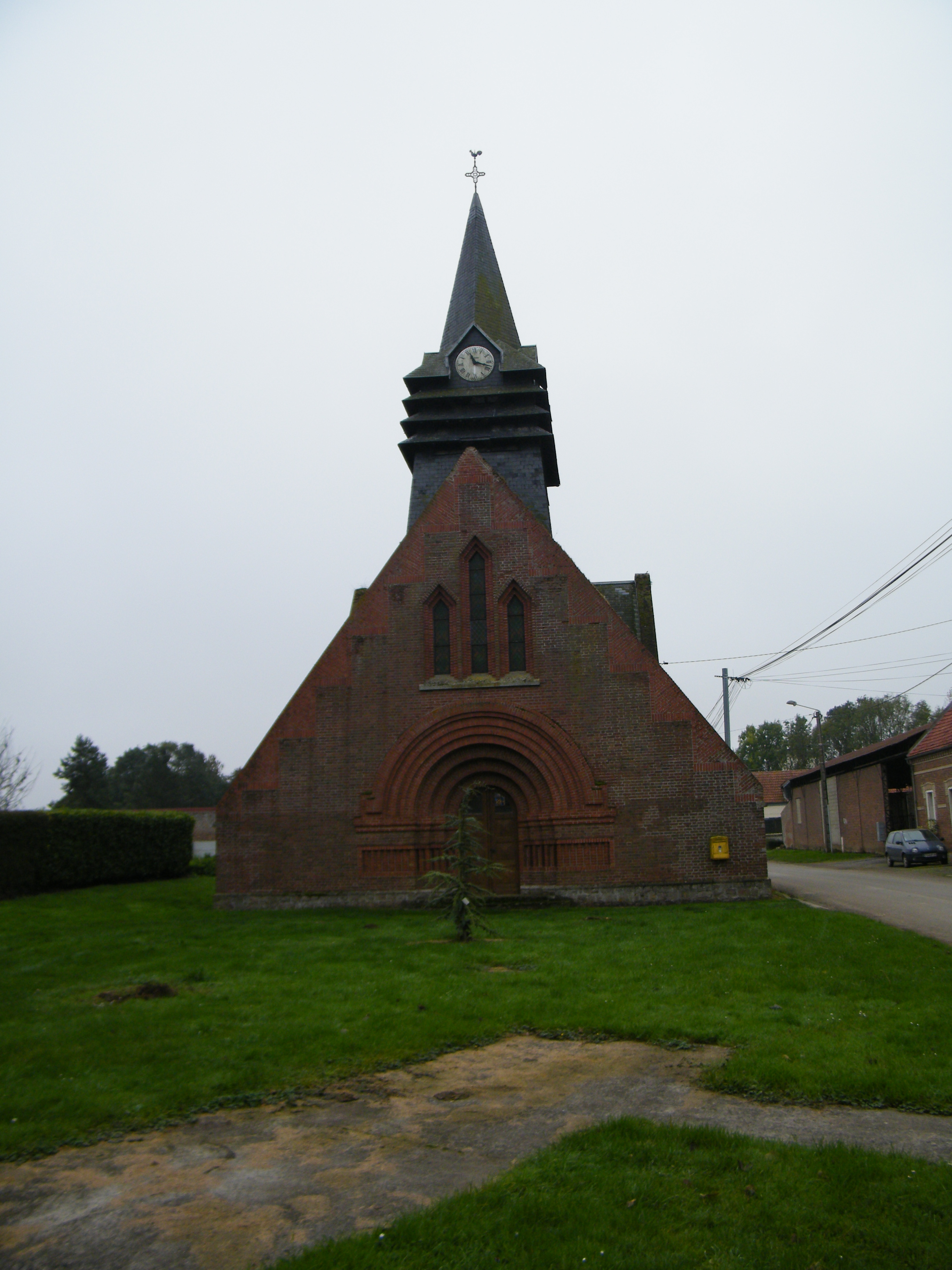

El 2007 hi havia 100 habitatges, 84 eren l'habitatge principal de la família, 12 eren segones residències i 3 estaven desocupats. 93 eren cases i 6 eren apartaments. Dels 84 habitatges principals, 62 estaven ocupats pels seus propietaris, 20 estaven llogats i ocupats pels llogaters i 2 estaven cedits a títol gratuït; 4 tenien dues cambres, 6 en tenien tres, 25 en tenien quatre i 49 en tenien cinc o més. 43 habitatges disposaven pel capbaix d'una plaça de pàrquing. A 45 habitatges hi havia un automòbil i a 31 n'hi havia dos o més.

### Piràmide de població

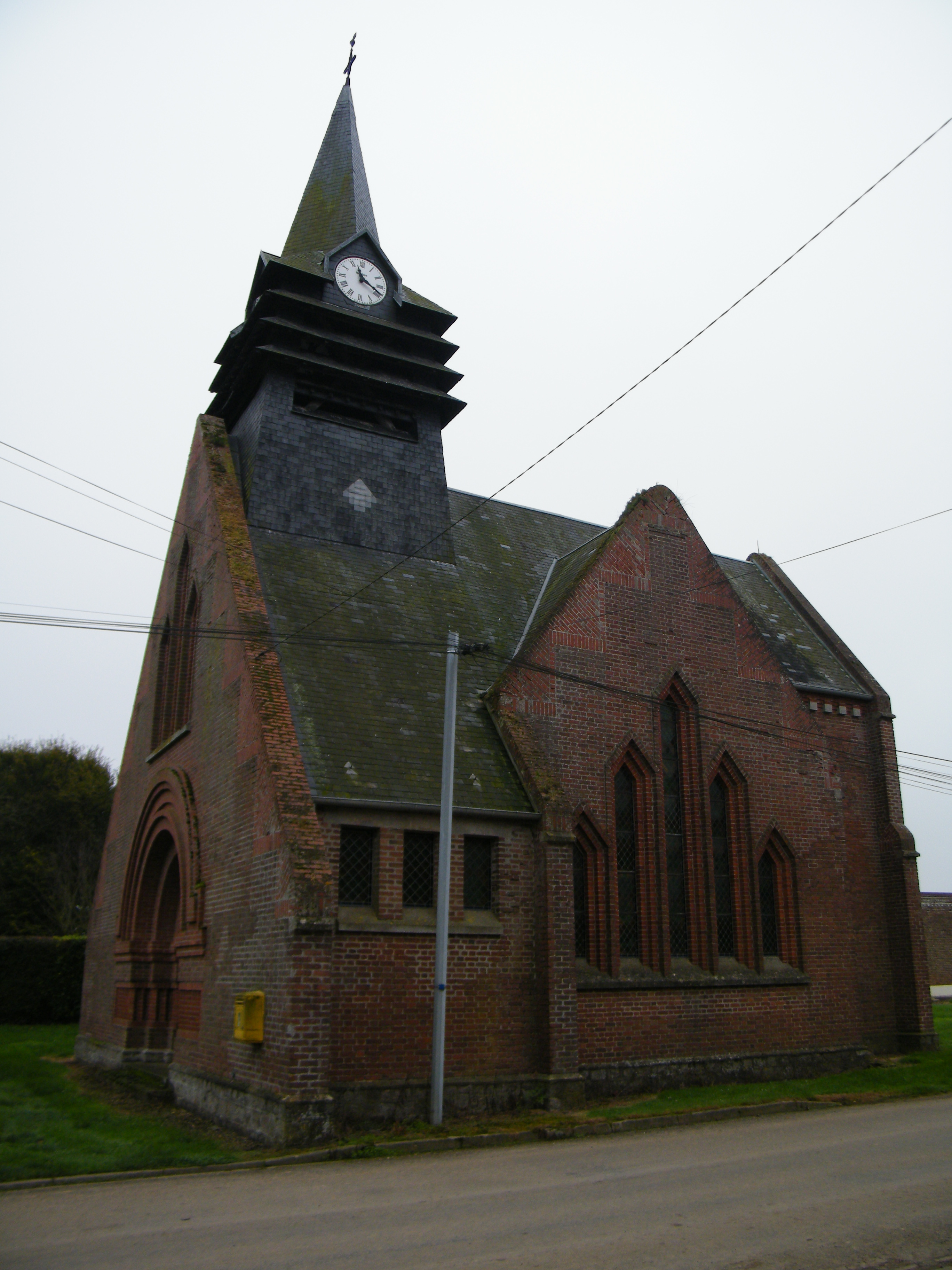

La piràmide de població per edats i sexe el 2009 era:
| Homes | Edats   | Dones |
| ----- | ------- | ----- |
| 0     | 95 o +  | 0     |
| 0     | 90 a 94 | 0     |
| 4     | 85 a 89 | 0     |
| 0     | 80 a 84 | 0     |
| 8     | 75 a 79 | 8     |
| 0     | 70 a 74 | 0     |
| 16    | 65 a 69 | 8     |
| 4     | 60 a 64 | 12    |
| 4     | 55 a 59 | 4     |
| 4     | 50 a 54 | 4     |
| 8     | 45 a 49 | 4     |
| 12    | 40 a 44 | 8     |
| 8     | 35 a 39 | 4     |
| 8     | 30 a 34 | 4     |
| 12    | 25 a 29 | 8     |
| 4     | 20 a 24 | 4     |
| 0     | 15 a 19 | 0     |
| 4     | 10 a 14 | 4     |
| 4     | 5 a 9   | 4     |
| 4     | 0 a 4   | 4     |

## Economia

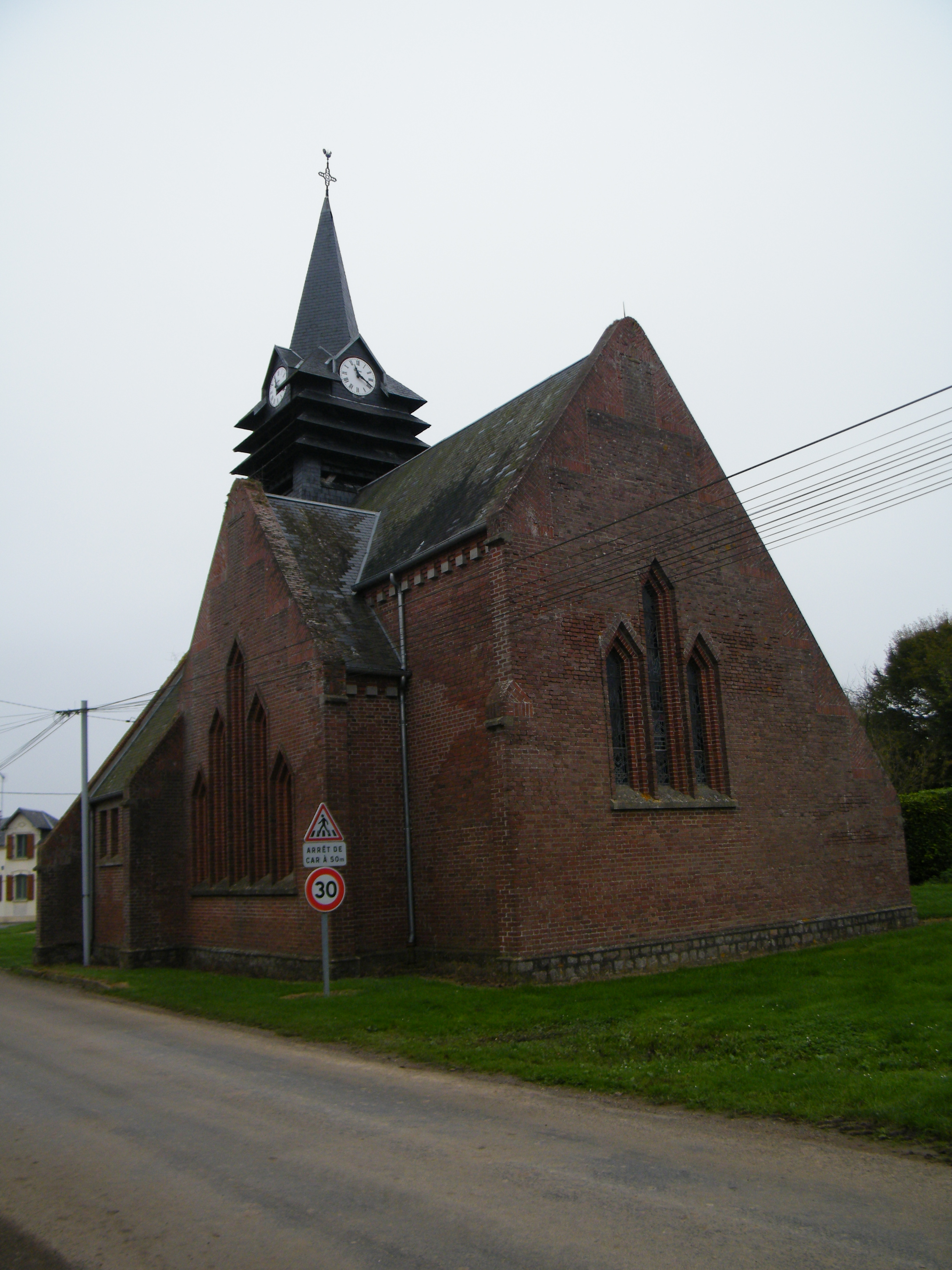

El 2007 la població en edat de treballar era de 119 persones, 90 eren actives i 29 eren inactives. De les 90 persones actives 81 estaven ocupades (45 homes i 36 dones) i 9 estaven aturades (3 homes i 6 dones). De les 29 persones inactives 6 estaven jubilades, 11 estaven estudiant i 12 estaven classificades com a «altres inactius».

### Ingressos

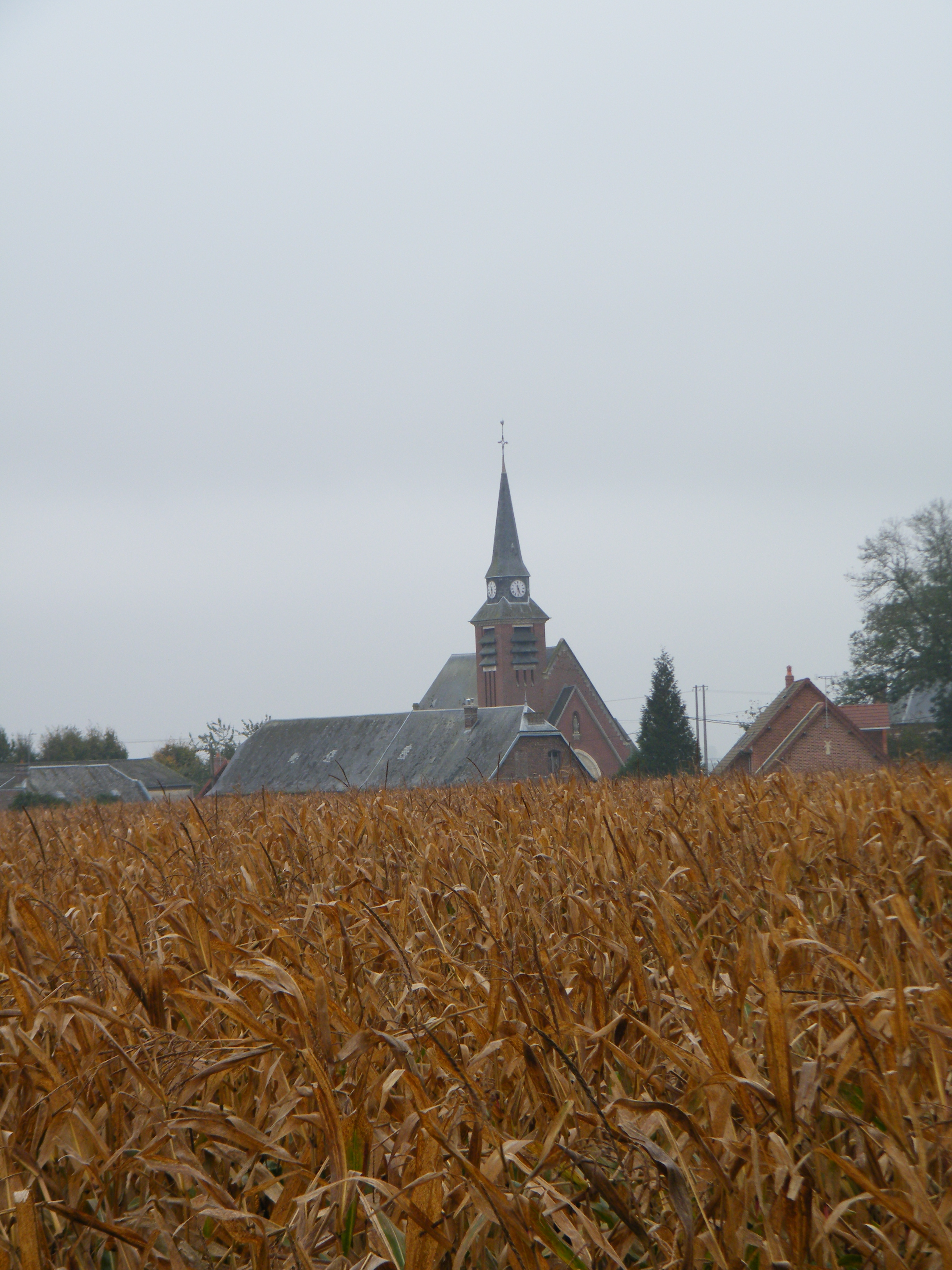

El 2009 a Parvillers-le-Quesnoy hi havia 89 unitats fiscals que integraven 224,5 persones, la mediana anual d'ingressos fiscals per persona era de 19.770 €.

### Activitats econòmiques
Dels 4 establiments que hi havia el 2007, 1 era d'una empresa alimentària, 1 d'una empresa d'hostatgeria i restauració, 1 d'una entitat de l'administració pública i 1 d'una empresa classificada com a «altres activitats de serveis».
L'únic servei als particulars que hi havia el 2009 era un saló de bellesa.
L'únic establiment comercial que hi havia el 2009 era una fleca.
L'any 2000 a Parvillers-le-Quesnoy hi havia 9 explotacions agrícoles.

## Poblacions més properes

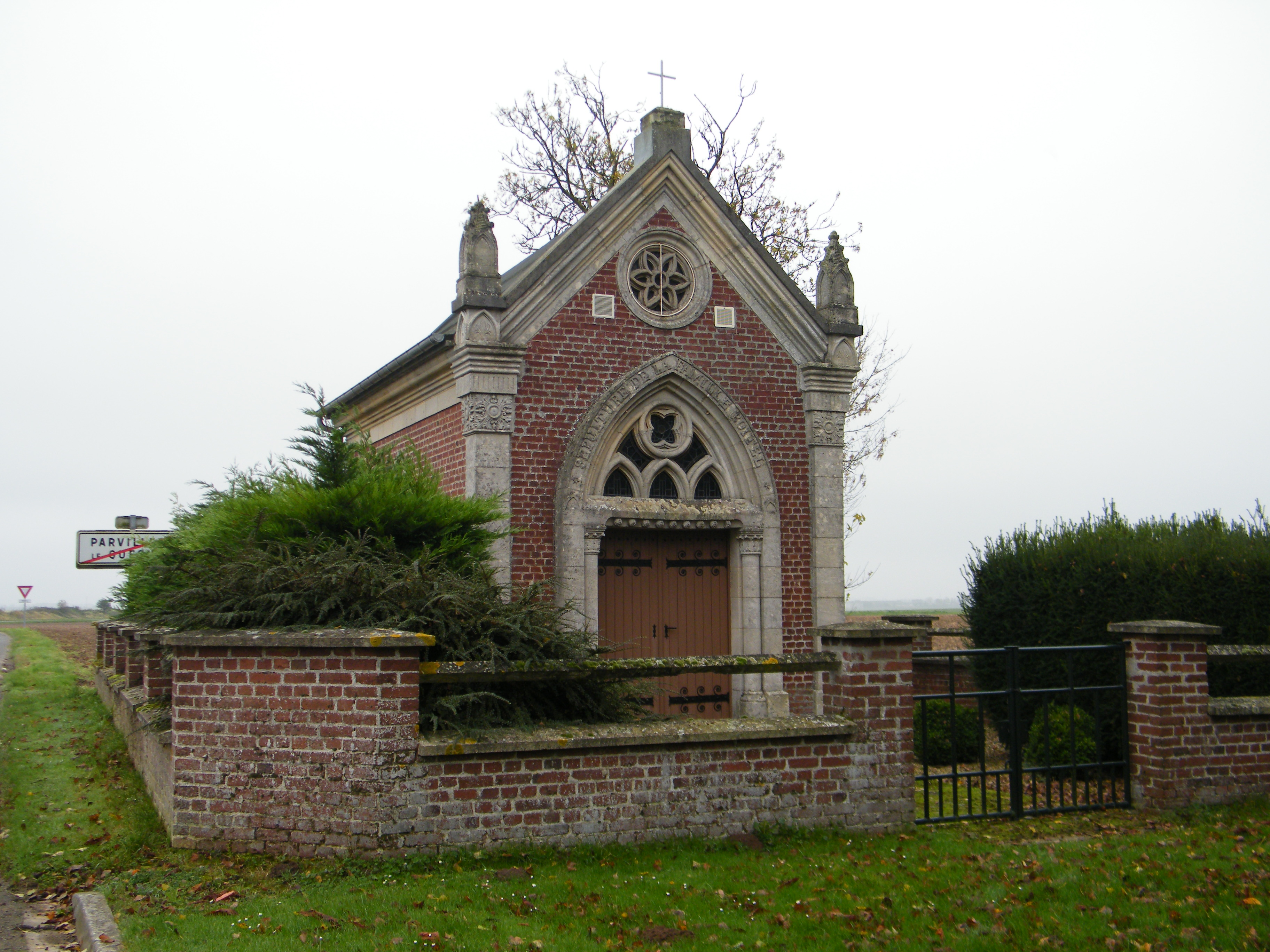

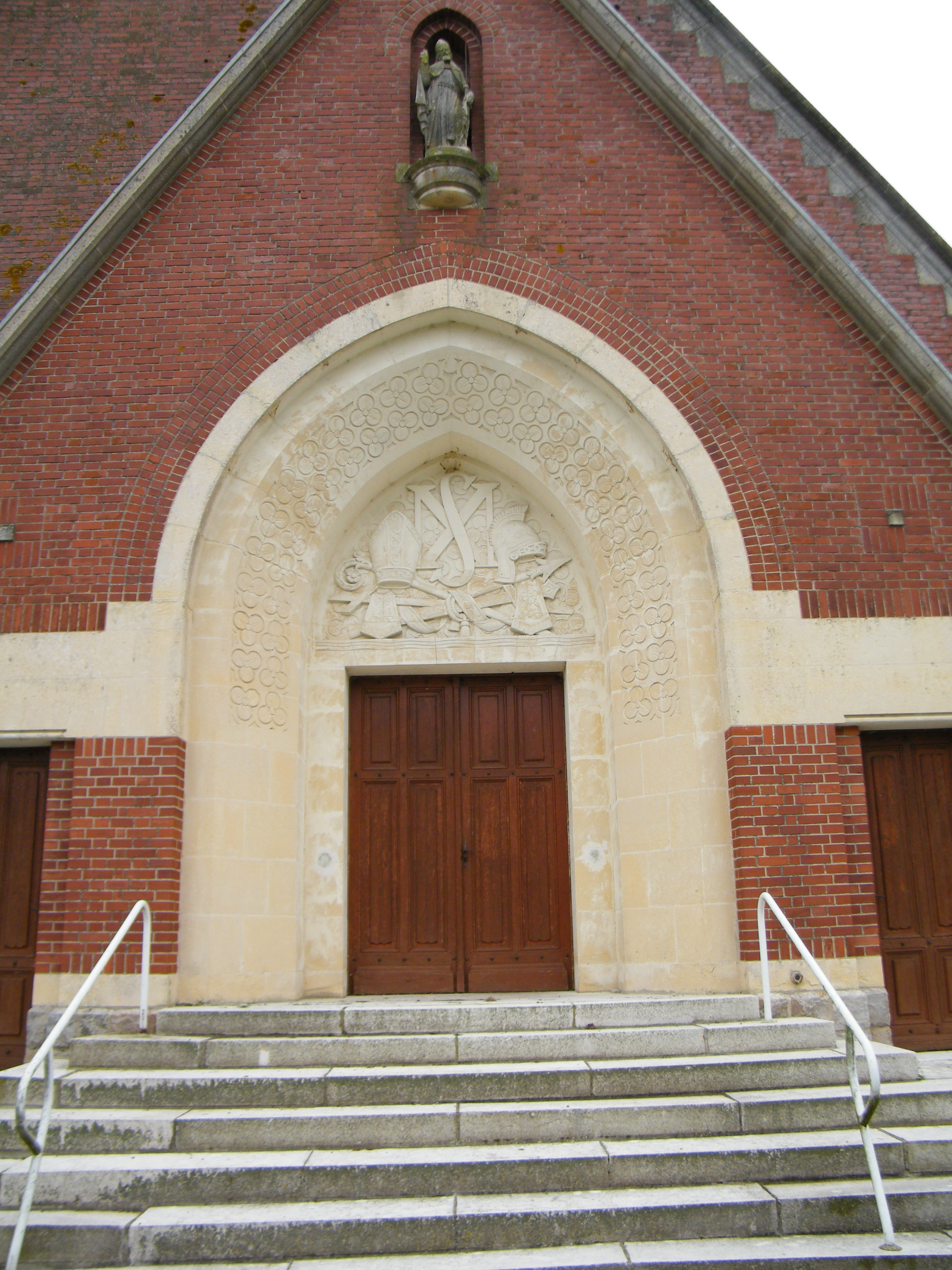

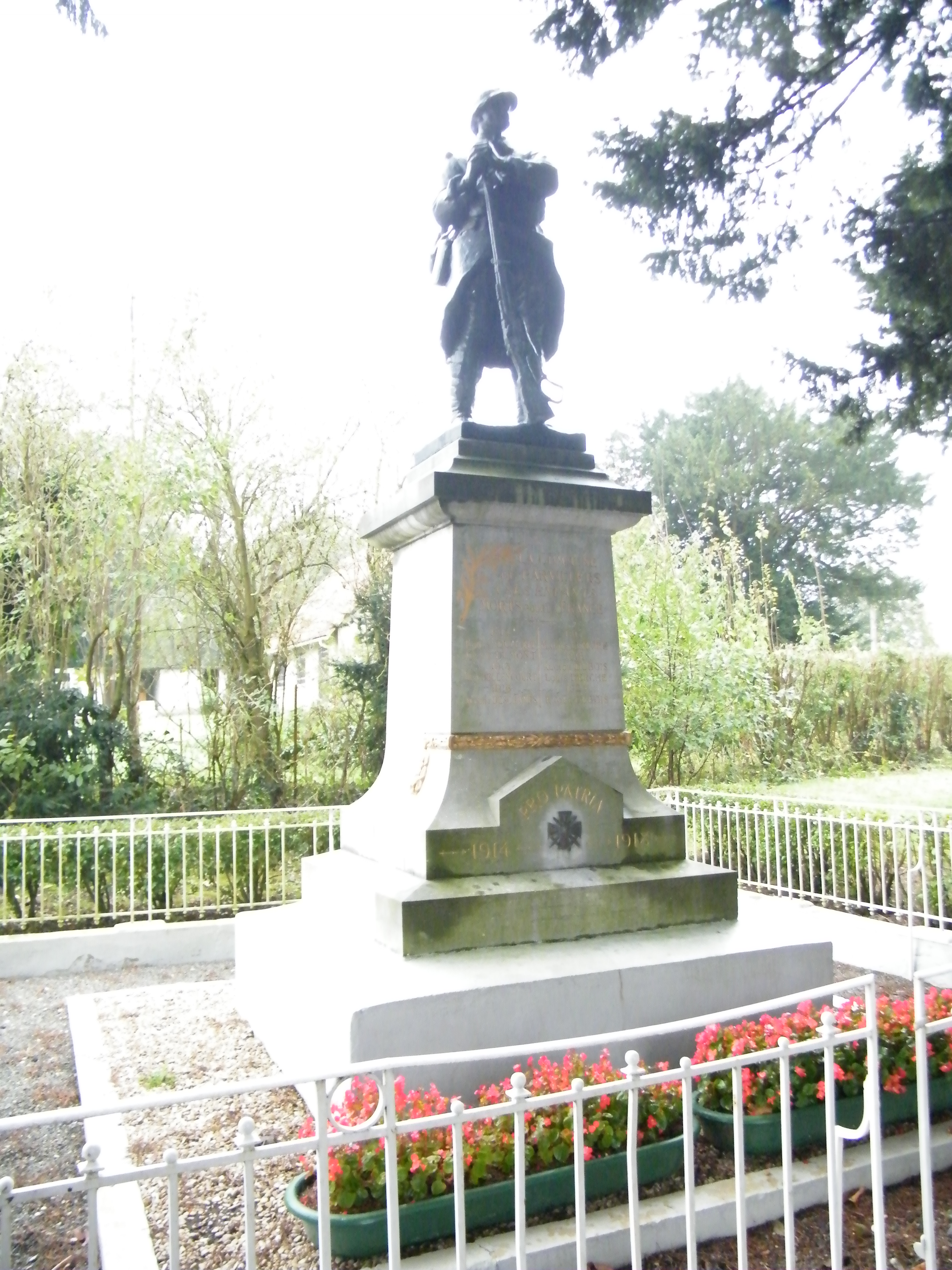

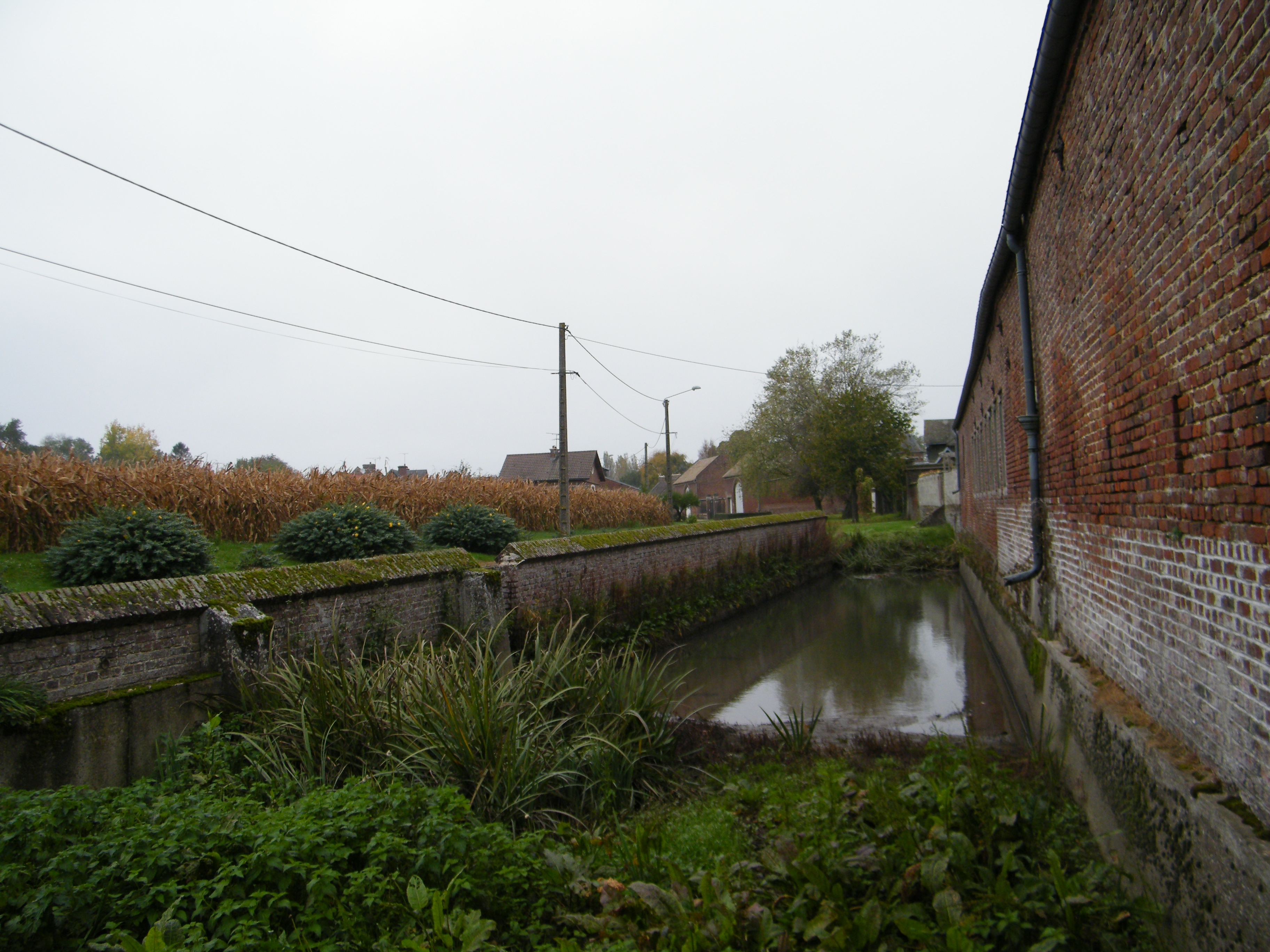

El següent diagrama mostra les poblacions més properes.